# TSSプライムニュース
『TSSプライムニュース』（ティーエスエス プライムニュース：ラテン文字表記：TSS PRIME news）は、テレビ新広島（TSS）で夕方に放送されていた広島県向けのローカルワイドニュース番組である。
ここでは公式サイト上で一括扱いであった金曜日の情報番組『TSSプライムフライデー』（ティーエスエス プライムフライデー：ラテン文字表記：TSS PRIME friday）も扱うこととする。

## 概要
キー局であるフジテレビが新たな夕方の報道番組として『プライムニュース イブニング』をスタートさせることとなった。TSSでは2015年3月30日からの約3年は、ローカルニュースと全国ニュース、特集企画や中継コーナーなどを混ぜ込んだ夕方ワイド番組『tss みんなのテレビ』を放送してきたが、そのリニューアル版として2018年4月2日に放送を開始し、これまでより報道色を強めている。キャッチフレーズは「明日が見える、未来がここにある」。

一方、金曜日の17時台はこれまでの『みんなのテレビ』のエッセンスを汲んだ情報番組となる『TSSプライムフライデー』を編成することとなった。18時台は『プライムニュース』として報道番組となる。
また、週末の夕方ニュースは『FNN TSSプライムニュース』と番組表で記述されるが、実際には改題せず、提供スポンサーがない時のエンドクレジットも『PRIME news evening』のロゴが表示されている。ただし、ローカルニュース枠のアナウンサー名テロップには『TSS PRIME news』の番組名が入っている。
2019年4月1日より、加藤綾子がメインキャスターの夕方ニュース『Live News it!』→『Live News イット!』がスタートしたが、月 - 金はタイトルを変更せず番組を続ける（番宣もTSSでは加藤・金田・衣笠が揃って出演した『プライムニュース』仕様のものを制作していた）。土曜と日曜は番組表上では『FNN TSS Live News it!』→『FNN TSS Live News イット!』としているが、実際には改題していない。
タイトルロゴ・テロップ・番組テーマ曲は平日は『プライムニュース イブニング』ものを引き続き使用する一方（テロップはVTR右上などに『Live News it!』初代デザインのものも混用）、土曜・日曜は全面的に『Live News it!』→『Live News イット!』の各世代のものに変更している（2020年4月以降は、エンドクレジットのみ初代テーマ曲を使用）。
2020年9月28日からの月 - 金の『Live News イット!』枠拡大後は、番組表上では16:50まで『Live News イット!』、16:50から『TSSプライムニュース』となる。実際の番組では16:49に『TSSプライムニュース』のオープニングとTSSのスタジオからの挨拶、簡単な項目紹介の後、「この後はイット!です」のコメントを入れて16:50から『Live News イット!』に戻る構成となっている。また、「まるっと!」を18:55で飛び降りてローカルニュースに戻り、ここまでの広島県内のニュース・明日の予告・エンディングという構成となった。
番組のロゴはフジテレビのロゴを少し変えて使用している。
- プライムニュースのカラーリング：PRIMETSSnews

上の段に『PRIME』、下の段に『TSS news』と表記（newsの配置が全国とは逆）。
- プライムフライデーのカラーリング：PRIMETSSfriday

上の段に『PRIME』、下の段に『TSS friday』と表記。
2020年6月26日をもって『TSSプライムフライデー』は終了。金曜日に関しても月 - 木と同じ編成とした。
2021年2月19日をもって『TSSプライムニュース』も新社屋稼働と共に終了し、翌週2月22日より新番組『TSSライク!』が放送されている。これにより「プライム」の冠で放送されているのは高知さんさんテレビの『プライムこうち』のみとなった。

## 放送時間
平日版（2018年4月2日 - 2021年2月19日）
- （第1部）月曜日 - 金曜日 16:50 - 17:48 … 『Live News イット!・第2部』を全編ネット。
  - プロ野球・広島東洋カープ戦のナイター中継がある場合は、『Live News イット!・第2部』を臨時に17:12.30飛び降りとし、飛び降り後は広島のスタジオから通常時の第2部（18:09 - 18:45.30枠）に相当する内容やカープ戦の直前情報を放送。
- （第2部）月曜日 - 金曜日 17:48 - 19:00 … 17:48 - 18:09、18:45.30 - 18:55（2020年9月25日までは19:00）は『Live News イット!・第3部』をネット。（後者はプロ野球中継時は臨時非ネット）
  - 『イット!』がリニューアルした2020年9月28日から、18:45頃からの第3部の「まるっと!」終了後の関東ローカルでのエンディングの垂れ流しが無くなり、18:55から再び広島発に戻る様になった。
  - プロ野球・広島東洋カープ戦のナイター中継がある場合は、本番組内で18:09から野球中継を放送（『FNN Live News days』ローカル枠での本番組の予告では『プライムナイター』の名称を使用）。19:00から野球中継本編を開始する（実際の番組内では区切りがなく実況を継続）。

プライムフライデー（2018年4月6日 - 2020年6月26日）
- 金曜日 16:50 - 17:53 … 16:50 - 17:12.30は『Live News it!・第1部』冒頭部分をネット。
  - 緊急ニュース時やプロ野球・広島東洋カープ戦のナイター中継がある場合は『TSSプライムフライデー』としては実質休止となる（緊急ニュース時は月曜日 - 木曜日と同様『TSSプライムニュース・第1部』として放送し、16:50から『Live News it!』金曜第1部を臨時フルネット）。

週末版
- 2018年4月7日 - 2019年3月31日 土曜日・日曜日 17:30 - 18:00
  - 17:46までは『FNNプライムニュース イブニング』全国ネットパートをネット。

FNN TSS Live News イット!（2019年4月6日 - 現在）
- 土曜日・日曜日 17:30 - 18:00
  - 17:46.40までは『FNN Live News イット!』全国ネットパートをネット。

## 出演者

### 現在
平日
- キャスター
  - 金田祐幸（プライムニュースキャスター） 代役は主に深井瞬、野川諭生が担当。
  - 衣笠梨代（プライムニュースキャスター） 代役は主に西山穂乃加、市場里奈が担当。
  - 山内泰幸（月・金。PRIME SPORTS担当）
  - 福田康浩（火 - 木。TSS解説委員。PRIME+担当。金曜は不定期出演）
- コメンテーター（2020年10月より）
  - 匹田篤（広島大学 大学院人間社会科学研究科 准教授）
  - 藤岡佳子（TONOERU代表）
- ニュースヘッドライン（週替わりで担当。）
  - 深井瞬
  - 河野行恵
  - 市場里奈
  - 野川諭生
  - 中西敦子
- フィールドキャスター
  - 加藤雅也
- 気象予報士
  - 山本剛弘（月 - 水）
  - 田代香子（木・金）
- 取材企画『あっち・こっち・チッチキチー』リポーター（プライムフライデーから移行する形で不定期出演）
  - 大木こだま
  - 西山穂乃加

プライムフライデーのみ出演（以下のメンバーは全員出演終了）
- 家族で晩ごはん買いまSHOW!
  - 大木こだま
  - 西山穂乃加
- ひろしま御朱印さんぽ
  - 河野行恵（プライムフライデーキャスターも兼任）
- 早刷り!スポラバSMVP(Satake’s Most Valuable Player)
  - ボールボーイ佐竹
- カープが一番
  - ボールボーイ佐竹
- ほのかのほろ酔い探訪
  - 西山穂乃加
- 知っ得! Friday
  - 下程ひかり
- おでかけ♪天気予報-生中継-
  - 今村美月、矢野帆夏（STU48、隔週交代）
  - 加藤雅也

プライムフライデー 過去のコーナー
- 瀬戸内島さんぽ（リポーター：河野行恵 2018年4月 - 2019年9月）

週末
- キャスター
  - TSSアナウンサーのシフト勤務。時折平日メインキャスターの金田・衣笠が担当することがある。